# Dulo-dulo
En dulo-dulo er et traditionelt våben fra Filippinerne. Der er tale om en kort stok (typisk 15,2 cm[kilde mangler]). Af form minder den om et enhjørningehorn, det vil sige snoet og i nogen grad spids i den ene ende. Til forskel er en dulo-dulo dog let krum. 
Klassisk er en dulo-dulo skåret ud af bøffelhorn men kan også være lavet af den meget hårde træsort kamagung(ironwood) eller andre hårde træsorter.
Anvendelsen kan bestå i slag med den spidse ende mod sårbare punkter på hals og hoved. For den erfarne bruger kan den imidlertid også anvendes til låse, nedtagninger og en mængde forskellige smerteorienterede teknikker. Det er således et ret alsidigt våben, der alt efter anvendelse kan tjene til passificering eller ret ødelæggende teknikker.
Korte stokkevåben der i anvendelse minder stærkt om dulo-dulo'en kendes fra andre lande. Disse er dog lige, glatte og stumpe i modsætning til dulo-duloens snoede, let krumme og spidse udformning. Japanske våben, kobutan og yawara, der anvendes næsten som en dulo-dulo, har vundet stor international udbredelse under forskellige navne og anvendes af blandt andet politiet i Frankrig. Disse våben bæres ofte i nøgleringe.
En del af de teknikker der anvendes med dulo-dulo kan overføres til hverdagsobjekter som nøgler, en mindre lommelygte eller sågar en sammenrullet avis. En lukket balisong er kendt for sine anvendelsesmuligheder som improviseret dulo-dulo.